# Aspasia Corona
Aspasia Corona is een corona op de planeet Venus. Aspasia Corona werd in 1997 genoemd naar Aspasia, een van de meest vooraanstaande vrouwen van het oude Griekenland (ca. 470-429 v.Chr.). De corona werd oorspronkelijk Aspasia Patera genoemd.
De corona heeft een diameter van 200 kilometer en bevindt zich in het quadrangle Pandrosos Dorsa (V-5).